# Триакантодовые
Триакантодовые (лат. Triacanthodidae) — семейство лучепёрых рыб отряда иглобрюхообразных. Обитают на глубине от 50 до 2000 метров над континентальным шельфом и континентальным склоном. Распространены в Атлантическом, Индийском и западно-центральной части Тихого океана.

## Описание
Тело высокое, несколько сжато с боков. Кожа довольно толстая, покрыта многочисленными мелкими чешуйками, плохо различимыми невооружённым глазом, каждая из которых несёт вертикальные иголочки, и в общем чешуйный покров напоминает шагрень. Два спинных плавника, в первом 6 колючих лучей, а во втором 12—18 мягких лучей. Хвостовой плавник закруглённый или усечённый. В грудных плавниках одна крупная колючка и один или два рудиментарных мягких луча. У некоторых видов трубчатое рыло (сильно удлинённое у Halimochirurgus и Macrorhamphosodes), а у других — зубы, похожие на ложку, для соскоба чешуи у других рыб. В зависимости от вида, они достигают максимальной длины 5—22 сантиметров.

## Таксономия

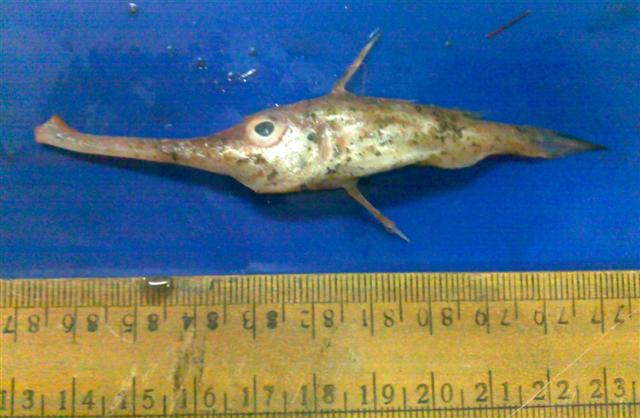
Macrorhamphosodes platycheilus

В составе семейства выделяют два подсемейства с 11 родами и 23 видами:
- Подсемейство Hollardinae
  - Род Hollardia — Холлардии — 3 вида
  - Род Parahollardia — Парахоллардии — 2 вида
- Подсемейство Triacanthodinae
  - Род Atrophacanthus Fraser-Brunner, 1950 — Атрофаканты — монотипический
    - Вид Atrophacanthus japonicus (Kamohara, 1941) — Японский атрофакант

  - Род Bathyphylax — Батифилаксы — 3 вида
  - Род Halimochirurgus — Халимохирурги — 2 вида
  - Род Johnsonina Myers, 1934 — Джонсонины — монотипический
    - Вид Johnsonina eriomma Myers, 1934 — Джонсонина

  - Род Macrorhamphosodes — Макрорамфосоды — 2 вида
  - Род Mephisto — Мефисто (род) — 2 вида
  - Род Paratriacanthodes — Паратриакантоды — 3 вида
  - Род Triacanthodes — Триакантоды — 4 вида
  - Род Tydemania Weber, 1913 — Тидемании — монотипический